# トリニダード・トバゴ

トリニダード・トバゴ共和国
Republic of Trinidad and Tobago

国の標語：Together we aspire, together we achieve
（英語: 我ら共に熱望し、我ら共に成し遂げる）
国歌：Forged from the Love of Liberty（英語）
自由の愛によってつくられし

トリニダード・トバゴ共和国（トリニダード・トバゴきょうわこく、英語: Republic of Trinidad and Tobago）、通称トリニダード・トバゴは、カリブ海の小アンティル諸島南部に位置するトリニダード島とトバゴ島の2島と属領からなる共和制国家で、イギリス連邦加盟国である。島国であり、海を隔てて北にグレナダ、北東にバルバドス、南にベネズエラが存在する。首都はポートオブスペイン。
リンボーダンスやスティールパンで有名。住民の数はアフリカ系とインド系が拮抗する。

## 国名
正式名称は、Republic of Trinidad and Tobago。通称、Trinidad and Tobago（ /ˌtrɪnɨdæd ænd tɵˈbeɪɡoʊ/ トリニダッド・アンド・トベイゴウ）。
日本語の表記は、トリニダード・トバゴ共和国。通称、トリニダード・トバゴ。
国名は、主要2島のトリニダード島とトバゴ島を合わせたものである。トリニダード島は、島にある3つの山をキリスト教の教義の三位一体（trinidadは、スペイン語で三位一体のこと）になぞらえて、スペイン人に名付けられた。トバゴ島は、先住民が吸っていたタバコから名付けられた。スペイン語での国名は、República de Trinidad y Tobago。

## 歴史
- 1498年 クリストファー・コロンブスの第3次航海によって、トリニダード島とトバゴ島はヨーロッパに知られることになる。 このころ、先住民にカリブ族とアラワク族がいたが、スペインに征服される。
- 1532年 スペインの植民地となる。その後、両島ともイギリス、オランダ、フランス、バルト海のドイツ系クールラント公国と次々に統治者が入れ替わった。最終的に両島ともイギリス領となった。
- 1797年 スペインの支配下だった、トリニダード島がイギリスの植民地になる。
- 1802年 フランスの植民地にあった、トバゴ島もイギリスが獲得。トリニダード島は正式にイギリスの領土になる。
- 1814年 トバゴ島も正式にイギリスの領土となる。
- 1888年 トリニダード島とトバゴ島を統合。
- 1956年 エリック・ウィリアムズ博士が人民国家運動（英語版） (PNM) を創設し、総選挙に勝利。支持したのは主として黒人。インド系は対立候補を支持。
- 1958年 西インド連邦に加入。
- 1961年 西インド連邦を脱退。
- 1962年 8月31日、英連邦王国としてイギリスから独立。
- 1970年 ブラック・パワーによるデモのため、一時緊急事態。
- 1976年 共和制に移行。エリス・クラークが大統領に就任。
- 1980年 トバゴ島、独自の国民議会を開催。
- 1986年 国家再建同盟（英語版） (NAR) 連合が選挙に勝つが、経済の衰退が進行。
- 1987年 トバゴ島が内政自治権を獲得。クラークに代わり、ノア・モハメド・ハサナリが大統領になる。
- 1988年 パサオ・パンデーを追逐。左派の統一民族会議（英語版） (UNC) を結成。
- 1990年 7月ヤシル・アブ・バグル（英語版）の黒人イスラム原理主義組織ジャマート・アル・ムスリメーン（英語版） (Jamaat al Muslimeen) によるTV局占拠のクーデター未遂事件 (Jamaat al Muslimeen coup attempt) が発生し、アーサー・N・R・ロビンソン（英語版）首相が銃で武装したリーダーのビラアル・アブドルにより人質となる。
- 1991年 PNM、総選挙で政権奪還。
- 1997年 レイモンド・ロビンソン大統領に就任。
- 2024年 殺人事件が多発し、治安状態が急速に悪化。政府が非常事態宣言を行った[3]。

## 政治

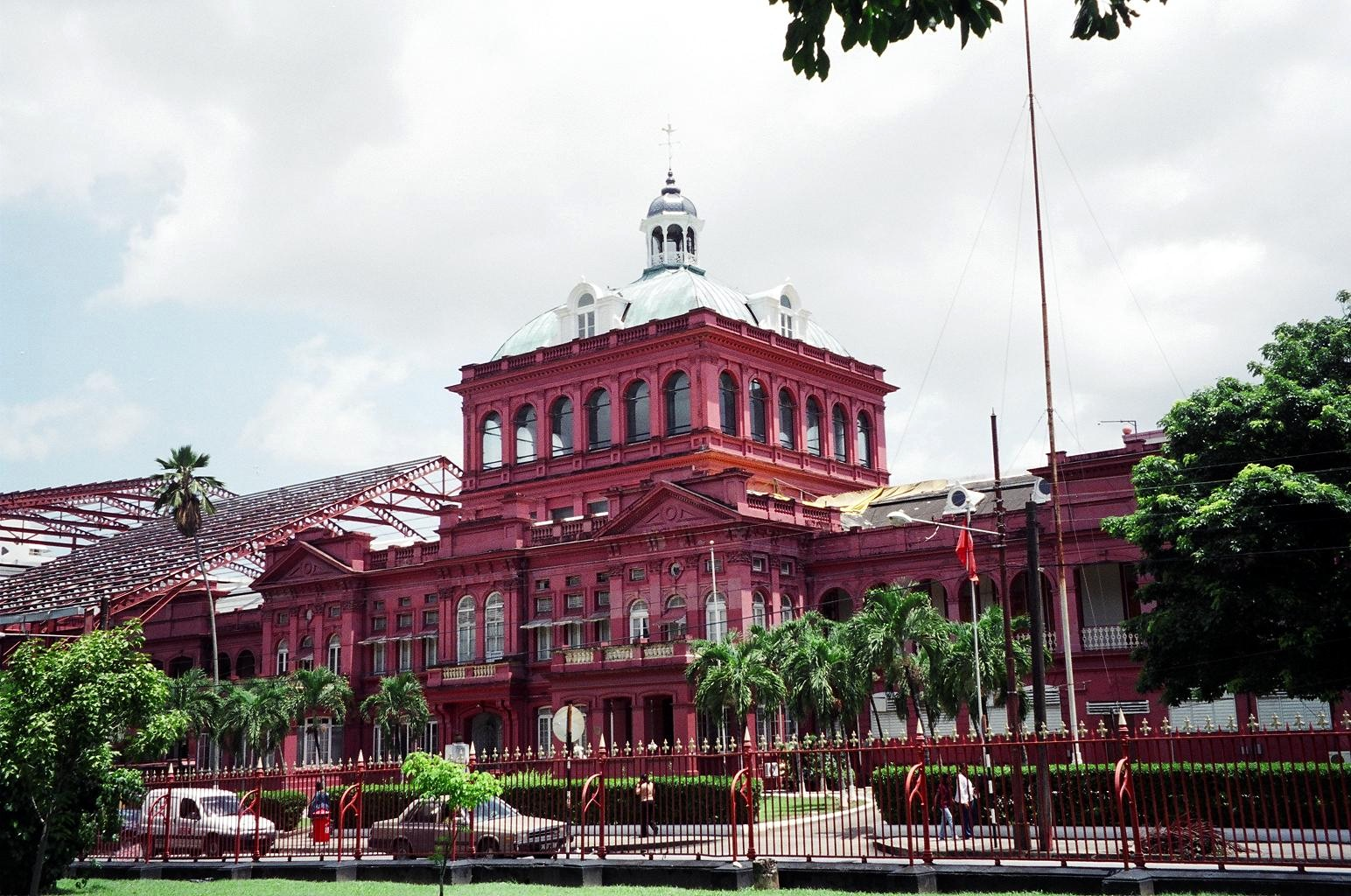
国会議事堂

トリニダード・トバゴは、共和制、議院内閣制を採る立憲国家である。現行憲法は1976年8月1日に施行された。
国家元首は大統領であり、大統領は間接選挙（上下両院議員による投票）で選出される。任期は5年で、3選は禁止。その権限は、元首としての儀礼的・形式的なものに限られる。詳細は「トリニダード・トバゴの大統領」を参照。
行政権は首相率いる内閣に属する。総選挙の結果を受け、多数派政党の指導者を大統領が首相に任命する。閣僚は議会議員の中から任命される。
立法府は上院、下院で構成される両院制の共和国議会である。上院は31議席で、うち16議席は与党、9議席は大統領、6議席は野党により任命される。任期は最大5年。下院は41議席で、議員は国民による直接選挙で選出され、任期は5年。
トリニダード・トバゴは複数政党制が機能している。主要政党は中道左派の人民国家運動 (PNM) 、左派の統一民族会議 (UNC) であり、二大政党制が機能している。
トバゴ島には独自の議会があり、トバゴ島の内政自治を担う行政府としての役割も果たしている。

## 軍事
国家安全保障省の下にトリニダード・トバゴ国防軍が存在している。人員は2007年時点で約2700人が所属し、陸軍、沿岸警備隊、航空警備隊などが存在する。

## 国際関係
近隣諸国やアメリカとの関係が深いほか、旧宗主国のイギリスとの関係が深く、イギリス連邦加盟国である。国際連合に加盟している。

### 日本
- 1962年: 独立と同時にトリニダード・トバゴ承認
- 1964年5月: 外交関係開設
- 1979年: 日本大使館開設（トリニダード・トバゴ側は1971年以来、大使館級の在インド高等弁務官事務所が兼轄）

日本との二国間条約・取極: なし
日本からトリニダード・トバゴへの観光者数は1191人（2015年資料）。トリニダード・トバゴから日本への観光者数は624人（2015年資料）。

## 地方行政区分

トリニダード・トバゴの行政区画

- トバゴ島 (Tobago) は1987年国内自治権が与えられた。

### 主要都市
- ポートオブスペイン
- サン・フェルナンド
- グアイコ（英語版）
- アリマ
- チャグアナス
- スカボロー（トバゴ島）

## 地理・地質

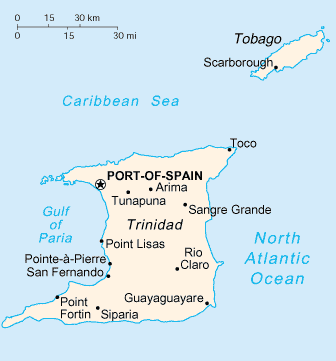
トリニダード・トバゴの地理

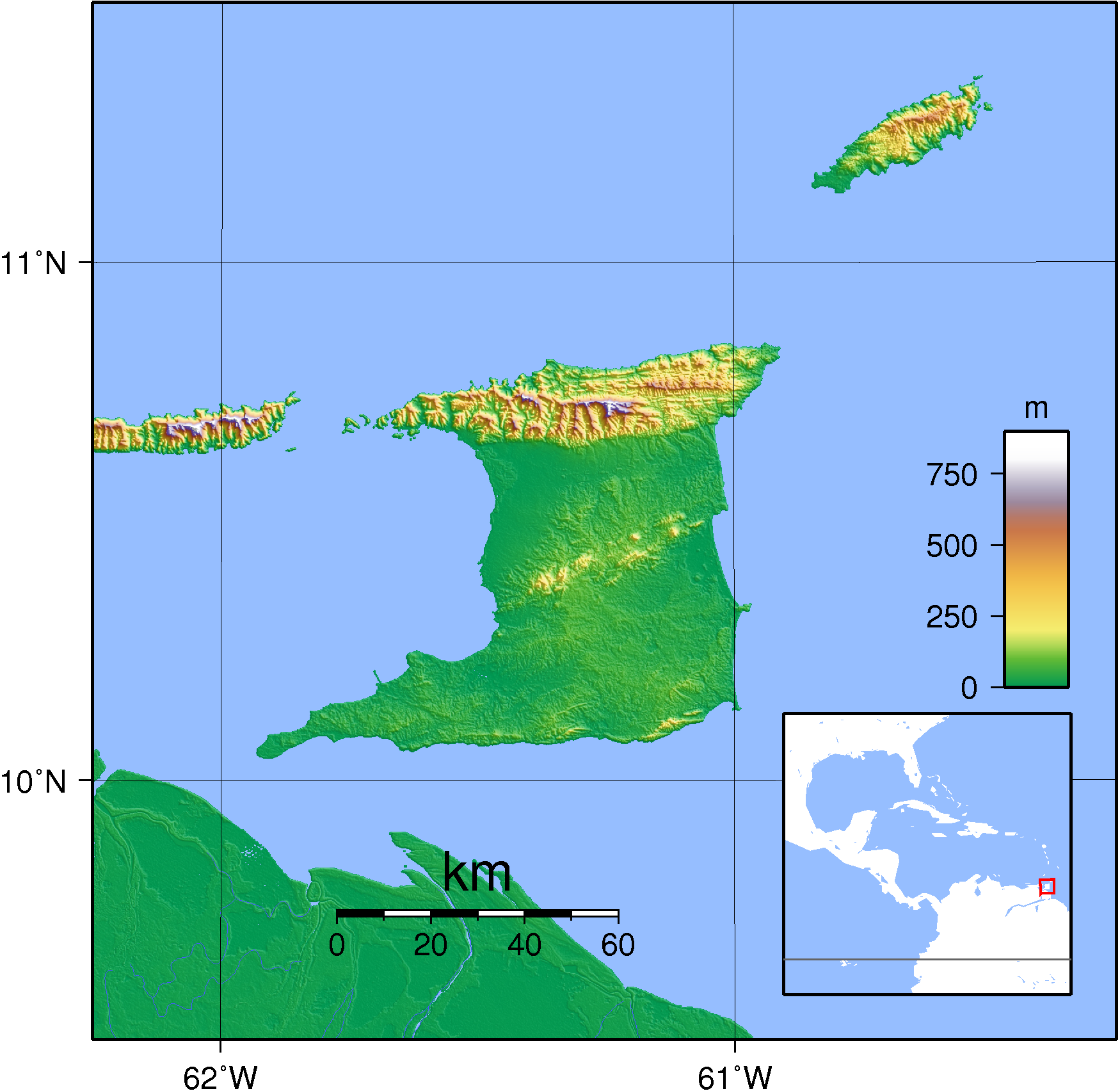
地形図

トリニダード島とトバゴ島の2島からなる。トリニダード島は面積4827平方キロメートルの山がちな島で、最高地点はアリポ山 (981メートル) であり、南米ベネズエラの海岸からわずか15キロメートルの沖合いに位置している。マノス島やチャカチャカレ島などの小島が周囲にある。トバゴ島はトリニダード島から北東約34キロメートルに位置し、面積301平方キロメートルで同じく山がちな島であり、セント・ジルズ島やリトル・トバゴ島などの小島が周囲にある。首都ポートオブスペインはトリニダード島の西部パリア湾に面した所にある。
トリニダード島の北部山地はジュラ紀と白亜紀の変成岩から成る。その南の北部低地はより新しい地質時代の堆積物から成る。中央山地では白亜紀と第三紀の堆積岩が褶曲・断層作用を受けている。南部低地は新第三紀の砂・粘土・礫から成り、その下に石油・ガス鉱床がある。南部山地は新第三紀の砂岩・頁岩・シルト岩が褶曲しており、オイルサンドや泥火山が見られる。

## 経済

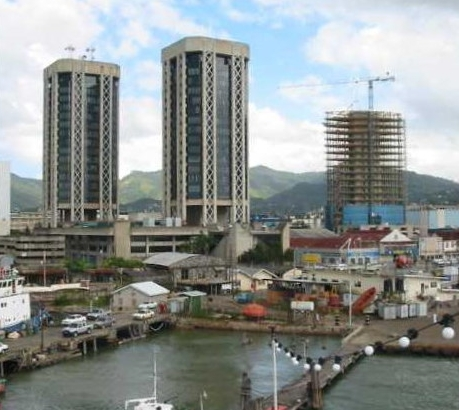
ポートオブスペインの港

西インド諸島で唯一、豊かな石油と天然ガスの資源があり、それらを利用したメタノール及びアンモニア製造が盛んで、国の経済の中心になっている。GDPの40%、輸出の80%を占めるが、雇用は5%しかない。液化天然ガス (LNG)、石油化学、鉄鋼への投資が近年拡大している。石油から天然ガスへのシフトが見られ、米国のLNG輸入先の70%に達する。
トリニダード島のピッチ湖には、世界最大規模のアスファルトの天然鉱脈がある。トバゴ島は観光産業が盛んである。柑橘類やココアなどの農産物もあるが、代表的なサトウキビ産業は2007年に消滅した。

## 交通

### 道路
道路網はよく発達している。島内の移動には個人タクシーか小型バスが使われる。このバスは「マクシ・バス」と呼ばれ、どこでも止める事が出来る。

### 鉄道
鉄道はかつてトリニダード島全域に政府鉄道があったが、自動車の普及により1968年末に全て廃止されている。

### 航空
空港はトリニダード島にピアルコ国際空港があり、トバゴ島にはクラウン・ポイント空港がある。カリビアン航空が近隣諸国やヨーロッパ、北アメリカ諸国との間を結んでいる。

## 国民
人種はアフリカ系 (41%) 、印僑 (41%) 、混血 (16%) 、ヨーロッパ系 (1%) 、その他華人など (2%)。トバゴ島ではアフリカ系の住民が多い。

### 言語
公用語は英語である。最も広く話されている言語は、英語系のクレオール言語（混成言語）であり、スペイン語やフランス語、ヒンディー語の影響を強く受けている。
トリニダード島出身の言語学者ジョン・ジェイコブ・トマスは『クレオール文法の理論と実際』（1869年）を著し、クレオール言語が独自の体系を持った言語であることを実証した。

### 宗教
カトリックが26%、ヒンドゥー教が22%、英国国教会が8%、イスラム教が5%、セブンスデー・アドベンチスト教会が4%である。

## 文化

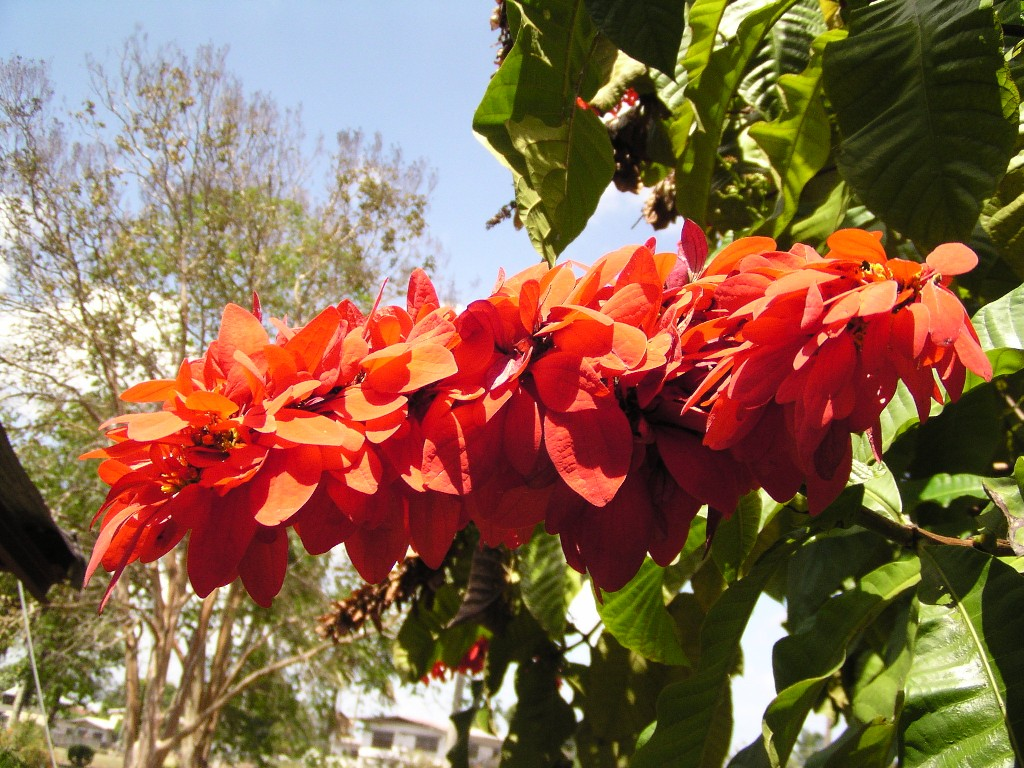
国花のチャコニア

トリニダード・トバゴはアフリカ系、インド系、中国系住民の文化が互いに影響し合いながら、世界規模に拡がりのある文化を多数生み出してきた。トリニダード島は東カリブ海諸国の文化的な中心であるといえる。

### 文学
20世紀になると、ハイチ革命を描いた『ブラック・ジャコバン』（1938年）を著したC・L・R・ジェームズや、カリブ海地域の黒人による初の歴史書となった『資本主義と奴隷制』（1944年）、『コロンブスからカストロまで』などを著したエリック・ウィリアムズによって、イギリス資本主義の形成におけるカリブ海の奴隷の役割が明らかにされた。
現代の作家としては、『ビスワス氏の家』（1961年）などで知られるインド系ノーベル文学賞作家のV・S・ナイポールが挙げられる。

### 絵画
著名な画家としては、ミシェル・ジャン・キャサボンが挙げられる。

### カーニバル

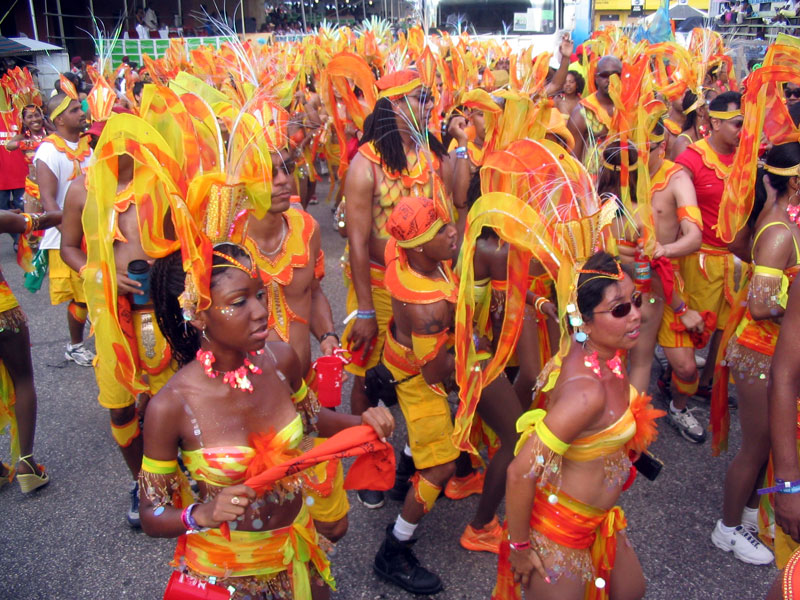
トリニダード・カーニバル

首都ポートオブスペインで開催されているカーニバル「ジュヴェ」(J'ouvert) は、世界の三大カーニバルに数えられており、大掛かりな衣装を身にまとった仮面舞踏会や、大衆歌謡音楽であるカリプソやソカ、スティールパンのコンテストであるパノラマなどが有名である。カーニバルの文化は、植民活動をおこなったフランスによってもたらされた。カーニバルの衣装には、ドラゴンのモチーフなど、中国系住民の文化の要素が入っている。

### 音楽
1920年代にカリプソが音楽ジャンルとして成立した。
1930年代に石油を貯蔵するためのドラム缶から生まれた楽器・スティールパン（スティールドラム）は「20世紀最大のアコースティック楽器発明」と呼ばれており、1992年の独立記念日には正式に「国民楽器」として認められた。スティールパンは、先進国への移民によって世界の音楽に影響を与えており、多くのアーティストによって取り組まれている。
ソカもこの国の発祥である。ソカは、ペルシア系の人びとのタッサやインド系の人びとのチャトニーといった音楽の要素を取り込んでおり（チャトニー・ソカ）、ニューヨークの移民社会を通じてヒップホップと互いに影響を受け合いながら、世界のポピュラー音楽に影響を与えている。
著名な音楽家としてはアッティラ・ザ・フン、ロード・キチナー、エドムンド・ロスが挙げられる。
また、アメリカで活動するラッパー、シンガーソングライターのニッキー・ミナージュも首都ポート・オブ・スペイン生まれである。

### 祝祭日
| 日付       | 日本語表記             | 英語表記                                 | 備考 |
| ---------- | ---------------------- | ---------------------------------------- | ---- |
| 01月01日   | 元日                   | New Year’s Day                           |      |
| 02月 - 3月 | カーニバル             | Carnival                                 |      |
| 移動祝祭日 | 復活祭                 | Easter                                   |      |
| 03月30日   |                        | Spiritual Baptist/Shouter Liberation Day |      |
| 移動祝祭日 |                        | Corpus Christi                           |      |
| 05月30日   | インド人到達の日       | Indian Arrival Day                       |      |
| 06月19日   | 労働者の日             | Labour Day                               |      |
| 08月01日   | 解放記念日             | Emancipation Day                         |      |
| 08月31日   | 独立記念日             | Independence Day                         |      |
| 09月24日   | 共和国記念日           | Republic Day                             |      |
| 移動祝祭日 | エイド・ウル・フィトル | Eid‐ul‐Fitr                              |      |
| 移動祝祭日 | ディーワーリー         | Diwali                                   |      |
| 12月25日   | クリスマス             | Christmas Day                            |      |
| 12月26日   | ボクシング・デー       | Boxing Day                               |      |

### スポーツ
クリケット

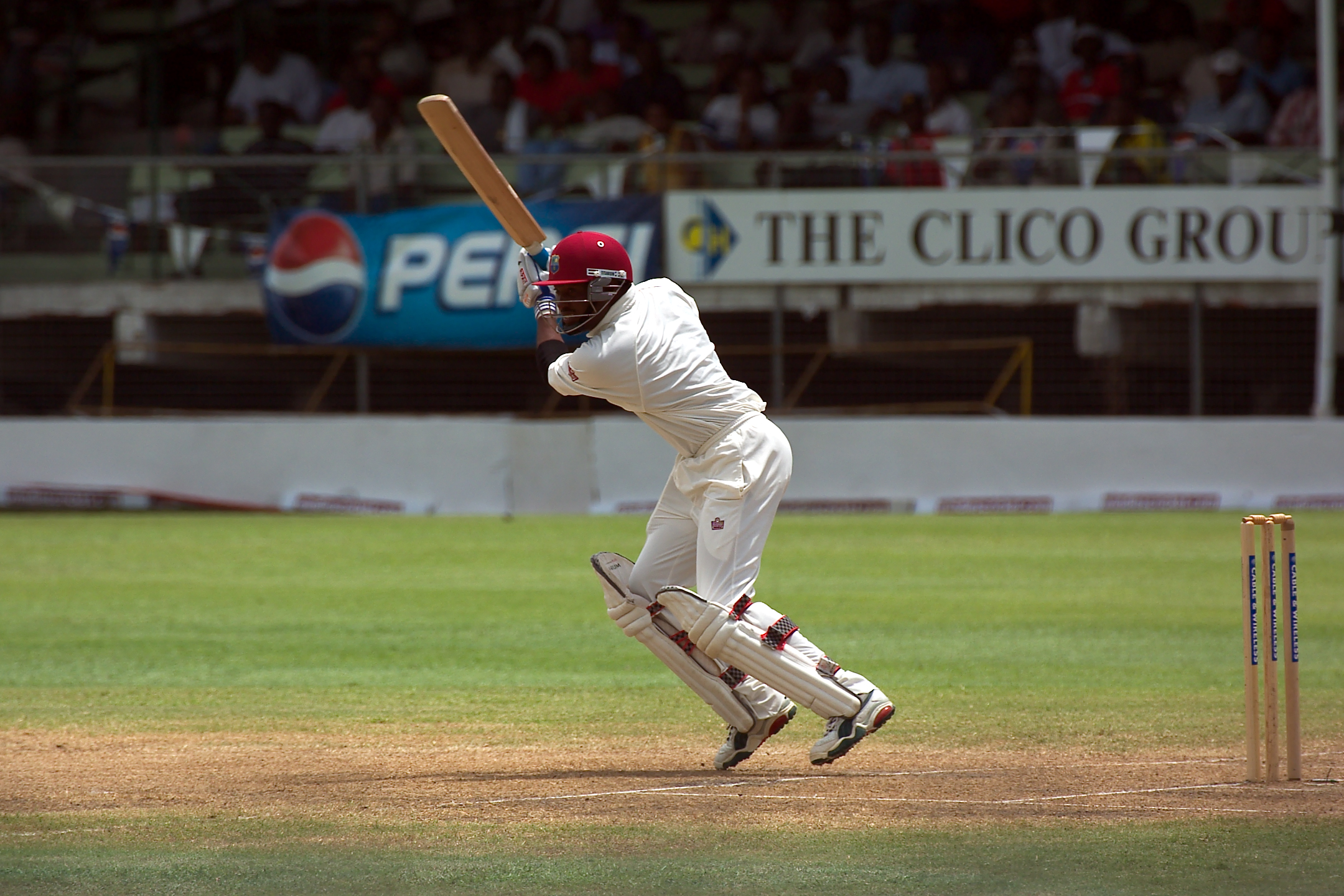
トリニダード・トバゴ出身の名選手だったブライアン・ララ

トリニダード・トバゴではクリケットが最も人気のあるスポーツである。他のカリブ海諸国などとの多国籍チームである西インド諸島代表として国際試合を行っており、過去にはワールドカップで2度の優勝経験を有する。同国出身のブライアン・ララは、世界のクリケットにおいて歴代屈指の名選手であった。2013年にカリブ海地域の6カ国が連合になったトゥエンティ20形式のプロリーグであるカリビアン・プレミアリーグが開幕し、トリンバゴ・ナイトライダースが参加している。
サッカー
トリニダード・トバゴ国内でも、他のラテンアメリカ諸国と同様にサッカーが人気のスポーツとなっており、1999年にプロサッカーリーグのTTプロリーグが創設された。同国の著名な選手には、アストン・ヴィラやマンチェスター・ユナイテッドなどで活躍したドワイト・ヨークや、バーミンガムやサンダーランドなどでプレーしたスターン・ジョンが存在する。
2006年に、サッカートリニダード・トバゴ代表がFIFAワールドカップのドイツ大会に初出場した際には、国内では大変な盛り上がりをみせた。グループリーグ第1戦でスウェーデンと引き分け、第2戦のイングランドとは終盤まで0-0にまで持ち込むなど健闘し（試合は0-2で敗北）、第3戦ではパラグアイに敗れてグループ最下位で敗退した。また、カリブ海地域の王者を決めるカリビアンカップでは、大会最多となる8度の優勝を達成している。
その他
陸上競技では、ヘイズリー・クロフォードが1976年のモントリオール五輪の男子100mで同国史上初の金メダルを獲得した。パラ陸上競技では、アキーム・スチュワートが砲丸投・円盤投・やり投で世界記録を出すなどしている。また、女子ボクシングでは世界タイトル9冠を達成し、17戦全勝のまま死亡したジゼール・サランディを輩出したことでも知られる。

## 著名な出身者
- ドワイト・ヨーク - 元サッカー選手。マンチェスター・ユナイテッドで活躍した同国の英雄
- クラウディア・ジョーンズ - ジャーナリスト、政治活動家。
- ゲーリー・グッドリッジ - 元総合格闘家。PRIDEやUFCで活躍し「PRIDEの番人」と呼ばれた
- 青山テルマ - 歌手。祖父が同国出身のため、青山自身はクォーターである
- ニッキー・ミナージュ - ラッパー兼シンガーソングライター。ポートオブスペイン出身
- トニー・グッピー - スティールパン奏者。ポートオブスペイン出身